# Teoria układów dynamicznych
Teoria układów dynamicznych – dziedzina matematyki zajmująca się układami dynamicznymi. Najogólniej mówiąc, jest to nauka o zbiorach, na których możemy zdefiniować pewne przekształcenie. Znajduje ona liczne zastosowania, zarówno w naukach stosowanych jak i w matematyce teoretycznej.

## Poddziały

### Teoria chaosu
Teoria chaosu opisuje układy dynamiczne, które są szczególnie wrażliwe na warunki początkowe (potocznie bywa to nazywane efektem motyla). Pomimo że jest to w pełni chaos deterministyczny, tzn. określony jednoznacznie przez warunki początkowe, układy chaotyczne bywają na tyle skomplikowane, że dokładne ustalenie ich zachowania okazuje się być praktycznie niemożliwe. 

### Dynamika topologiczna
Dynamika topologiczna zajmuje się topologicznymi układami dynamicznymi. 

### Dynamika symboliczna
Dynamika symboliczna zajmuje się topologicznymi układami składającymi się z nieskończonych ciągów (odpowiadających stanom układu) i przekształcenia będącego przesunięciem (translacją).

### Teoria ergodyczna
Teoria ergodyczna zajmuje się własnościami statystycznymi układów dynamicznych, przede wszystkim - układów ergodycznych. Formalnie, zakładamy zwykle, że przekształcenia w układzie zachowują miarę. Upraszczając. wielkość danego podzbioru całego układu jest "taka sama" przed i po działaniu przekształcenia. Intuicję stojącą za pojęciem ergodyczności można wyrazić tym, że przekształcanie układu dobrze "miesza" jego elementy.

## Zastosowania

### Teoria liczb
Jednym z najbardziej znanych wyników z teorii liczb udowodnionych z wykorzystaniem układów dynamicznych jest twierdzenie Van der Waerdena. W dowodzie wykorzystuje się twierdzenie Poincarégo o rekurencji. Pierwotny dowód był o wiele trudniejszy i korzystał ze skomplikowanych tożsamości kombinatorycznych.